# Kecamatan Cisoka
Kecamatan Cisoka är ett distrikt i Indonesien.   Det ligger i provinsen Jawa Barat, i den västra delen av landet, 50 km väster om huvudstaden Jakarta.